# Ha-3
Ha-3 (波号第三潜水艦, Ha-go Dai-san sensuikan) — підводний човен Імперського флоту Японії. До введення у Японії в 1923 році нової системи найменування підводних човнів мав назву «Підводний човен № 10» (第十潜水艇).
У другій половині 1900-х років Імперський флот придбав у Великій Британії два споруджені компанією Vickers човни типу С, які стали відомі в Японії як «Тип С1». Ще 3 подібні кораблі спорудили на верфі ВМФ у Куре, при цьому корпус та озброєння були місцевого виробництва, тоді як двигуни, перископи та гірокомпаси отримали з Британії. Японські інженери внесли в конструкцію певні зміни, що, зокрема, включали удосконалене горизонтальне кермо та збільшений розмір бойової рубки, як наслідок, ці кораблі віднесли до нового типу C2.
Одним із представників типу С2 став «Підводний човен № 10», який завершили будівництвом у серпні 1911-го та включили до складу 2-ї дивізії підводних човнів, що належала до військово-морського округу Куре.
4 серпня 1916-го корабель класифікували як підводний човен 2-го класу, а 1 грудня того ж року приписали до 3-ї дивізії підводних човнів. З 2 листопада 1918-го «Підводний човен № 10» продовжив службу у 12-й дивізії підводних човнів.
1 квітня 1919-го корабель класифікували як належний до 3-го класу.
15 червня 1923-го «Підводний човен № 10» перейменували на Ha-3.
1 квітня 1929-го Ha-3 виключили зі списків ВМФ, а наступного року використали для створення хвилерізу в порту Осаки.